# Natacha Atlas
Natacha Atlas (Belgija, 20. ožujka 1964. ), glazbenica arapskog i sjevernoafričkog melosa.

## Životopis
U modernoj elektronskoj glazbi često koristi elemente iz arapskog i sjevernoafričkog svijeta. Obiteljski korijeni joj se vuku od Egipta, preko Palestine do Velike Britanije. Većinu svog života provela je putujući po cijelom svijetu, pa je tako živjela u Bruxellesu, Grčkoj, Egiptu i Velikoj Britaniji. Sva ta mjesta gdje je živjela, ostavila su utjecaj na njenu glazbu.
Od 1991. do 1999. godine surađuje s Trans-Global Underground i pojavljuje se kao vokalist na nekim a od snimki na četiri njihova albuma. 

## Diskografija
S grupom Trans-Global Underground
- Dream of 100 Nations
- International Times
- Psychic Karaoke
- Rejoice, Rejoice

Samostalni albumi
- Diaspora (1995.),
- Halim (1997.),
- Gedida (1999.),
- Ayeshteni (2001.),
- Foretold in the Language of Dreams (2002.),
- Something Dangerous (2003.).

## Vanjske poveznice
- natachaatlas.net  Arhivirana inačica izvorne stranice od 3. ožujka 2009. (Wayback Machine)
- Mantra Recordings  Arhivirana inačica izvorne stranice od 13. srpnja 2007. (Wayback Machine)
- Beggars US  Arhivirana inačica izvorne stranice od 13. srpnja 2007. (Wayback Machine)
- Naïve  Arhivirana inačica izvorne stranice od 12. svibnja 2019. (Wayback Machine)
- TGU  Arhivirana inačica izvorne stranice od 30. lipnja 2007. (Wayback Machine)
- Mish maoul  Arhivirana inačica izvorne stranice od 19. srpnja 2006. (Wayback Machine)